# Václav Kliment
Václav Kliment (12. srpna 1862 Praha – 7. března 1918 Smíchov) byl český operní pěvec (bas).

## Život

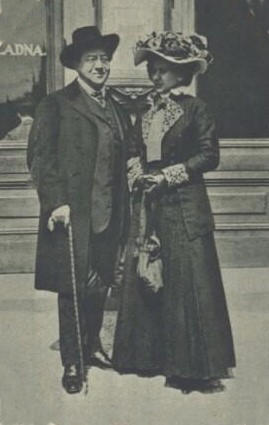
Václa Kliment a Leopolda Dostalová před Národním divadlem (Pestrý týden, nedatováno)

Narodil se v rodině „sluhy v besedě šlechtické“ Jana Klimenta a jeho manželky Kateřiny, rozené Kramerové.
V roce 1905 byl v Bratislavě (Pozsony) adoptován Františkem Gyurmannem a jeho příjmení bylo úředně změněno na Kliment–Gyurmann. Druhé příjmení však ve své umělecké kariéře nepoužíval.
Původním povoláním byl typograf a faktor v pražské knihtiskárně M. Schulze. Ve zpěvu se zdokonaloval u basisty Národního divadla Karla Čecha (1844–1916). V letech 1898–1899 navštěvoval v Praze školu manželů Loeweových (Marie Loewe–Destinnová (1837–1921 a Thomas Loewe (1836–1919) a školil se i u učitele zpěvu Moritze Wallersteina (1847–1906). V listopadu 1892 se pohostinsky uvedl v Národním divadle v malé úloze Poustevníka ve Weberově Čarostřelci a v lednu roku 1893 v úloze Krále ve Verdiho opeře Aida. V témže roce byl angažován do Národního divadla a setrval zde až do roku 1917.
V roce 1903 odjel do Bayreuthu, kde se zúčastnil kursů wagnerovské interpretace. Deklamaci a mimiku studoval u C. Wagnerové. V roce 1904 hostoval v Brně a roku 1906 v Plzni. Od roku 1905 soukromě vyučoval několik operních zpěváků. V roce 1909 zastával funkci předsedy Ústřední jednoty českého herectva. Václav Kliment se zajímal i o režijní práci, ale ta mu nikdy nebyla svěřena. K 30. červnu 1917 obdržel od správy Národního divadla výpověď a k tomuto datu naposledy vystoupil v roli Přibka v Psohlavcích. V následujícím roce na pražském Smíchově zemřel.
Na jeho pohřbu došlo k demonstrativním projevům proti Společnosti Národního divadla. Pohřben je na Olšanských hřbitovech (Olšany IX, odd.6, hrob 38).

### Rodinný život
Dne 22. července 1888 se v Praze oženil s Annou Baumannovou (1858–1918). Manželé Klimentovi měli tři děti – Cecilii (1889–1894) a dvojčata Karla Václava Oldřicha (1895–1918) a Reginu Annu Boženu (1895–??). Rodina byla policejně hlášena na Královských Vinohradech. Manželství bylo s Annou Klimentovou bylo rozvedeno (datum rozvodu nezjištěno), bývalá manželka přežila Václava Klimenta o 22 dnů.
Druhou manželkou Václava Klimenta byla herečka Národního divadla Leopolda Dostalová.

## Významné operní role
- Kaliban v opeře Z. Fibicha Bouře
- Chrudoš v opeře B. Smetany Libuše
- čert v opeře A. Dvořáka Čert a Káča
- Shylock v opeře J. B. Foestra Jessika